# Государственный научный центр прикладной микробиологии и биотехнологии
Федеральное бюджетное учреждение науки «Государственный научный центр прикладной микробиологии и биотехнологии» (ФБУН ГНЦ ПМБ) — научный центр, проводящий исследования в области эпидемиологии, бактериологии и биотехнологии в целях обеспечения санитарно-эпидемиологического благополучия населения Российской Федерации. Входит в состав Роспотребнадзора. Являлся градообразующим предприятием пгт. Оболенск.

## История
- 1 января 1974 года создан Всесоюзный научно-исследовательский институт прикладной микробиологии (приказ начальника Главного управления микробиологической промышленности при Совете министров СССР № 67 от 04.12.73 г.)
- 19 апреля 1974 года постановление ЦК КПСС и Совета Министров СССР № 704 «О мерах по ускоренному развитию молекулярной биологии и молекулярной генетики и использовании их достижений в народном хозяйстве».
- 1974—1976 база в Протвино.
- 1976—1983 строительство временного лабораторного городка (ВЛГ).
- 1976—1986 строительство главного лабораторного корпуса № 1
- 1984—1988 строительство виварного комплекса.

Основные официально заявленные цели — достичь в кратчайшие сроки передового уровня развития молекулярной биологии, молекулярной генетики и других областей естествознания, непосредственно связанных с изучением физико-химических основ жизненных явлений. Академии наук СССР, Госкомитету Совета Министров СССР по науке и технике, Госплану СССР поручалось обеспечить необходимые темпы развития наук и их практическое применение в сельском хозяйстве.
В действительности институт входил в засекреченную систему Биопрепарат и занимался разработкой биологического оружия вопреки Конвенции по запрещению разработки и испытания биологического оружия, к которой СССР присоединился в 1972 году, и которую к 1975 году ратифицировали 112 стран.
Первым директором института был генерал-майор медслужбы, доктор медицинских наук, профессор Д. В. Виноградов-Волжинский. В 1982—2003 годах институтом руководил генерал-майор медслужбы, доктор медицинских наук, профессор Н. Н. Ураков, пришедший с должности заместителя начальника Военно-биологического института в г. Кирове. С 2005 года институтом руководит академик РАН, доктор медицинских наук, профессор И. А. Дятлов.
Комплекс института был построен военными строительными организациями. На площади 200 гектаров было возведено более 100 корпусов, где впоследствии трудились 18 секретных докторов наук и множество кандидатов наук и специалистов, не имеющих ученых степеней и званий. Следует отметить, что строительство велось с помощью солдат срочников, в основном из южных республик СССР.

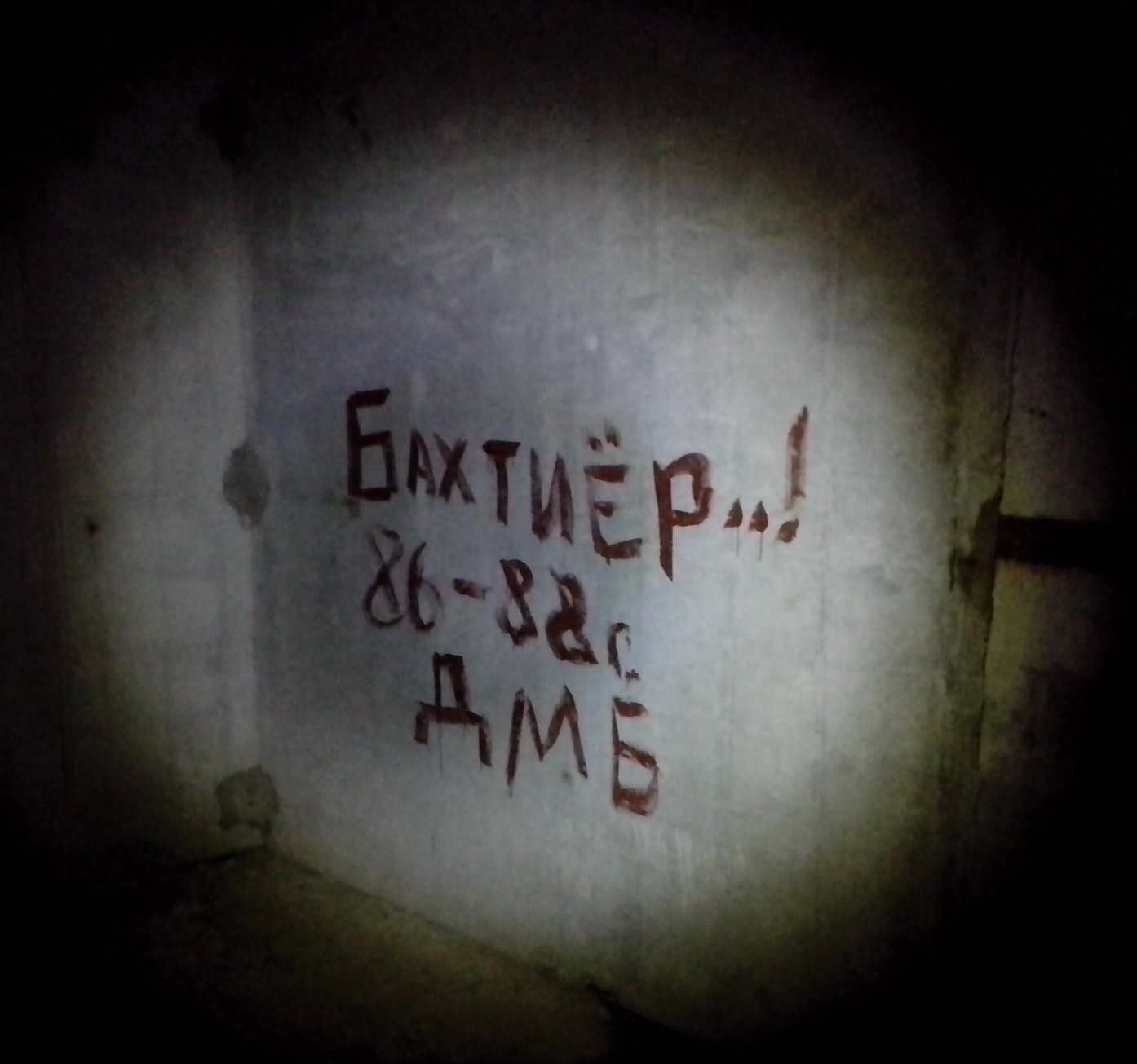

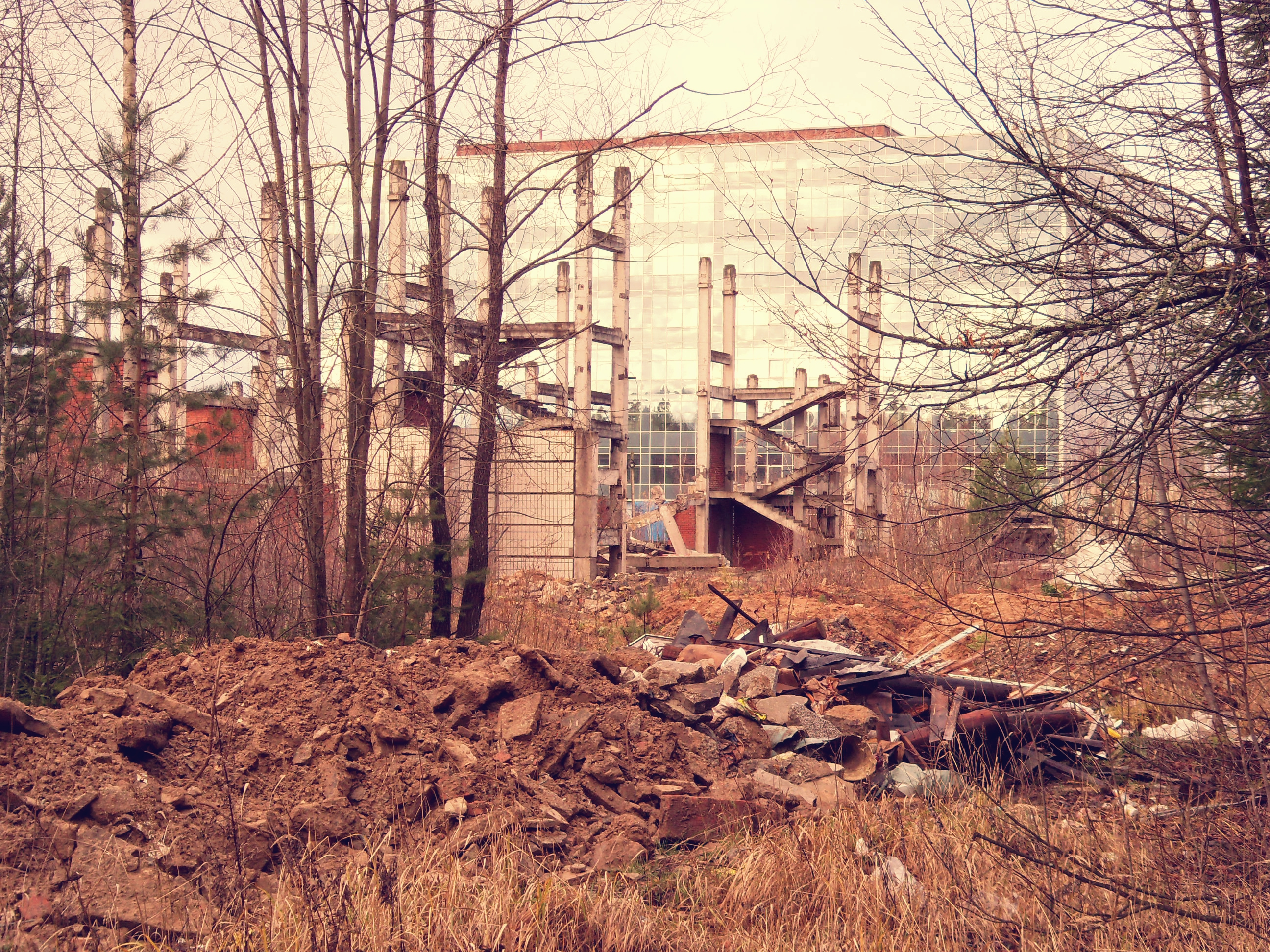

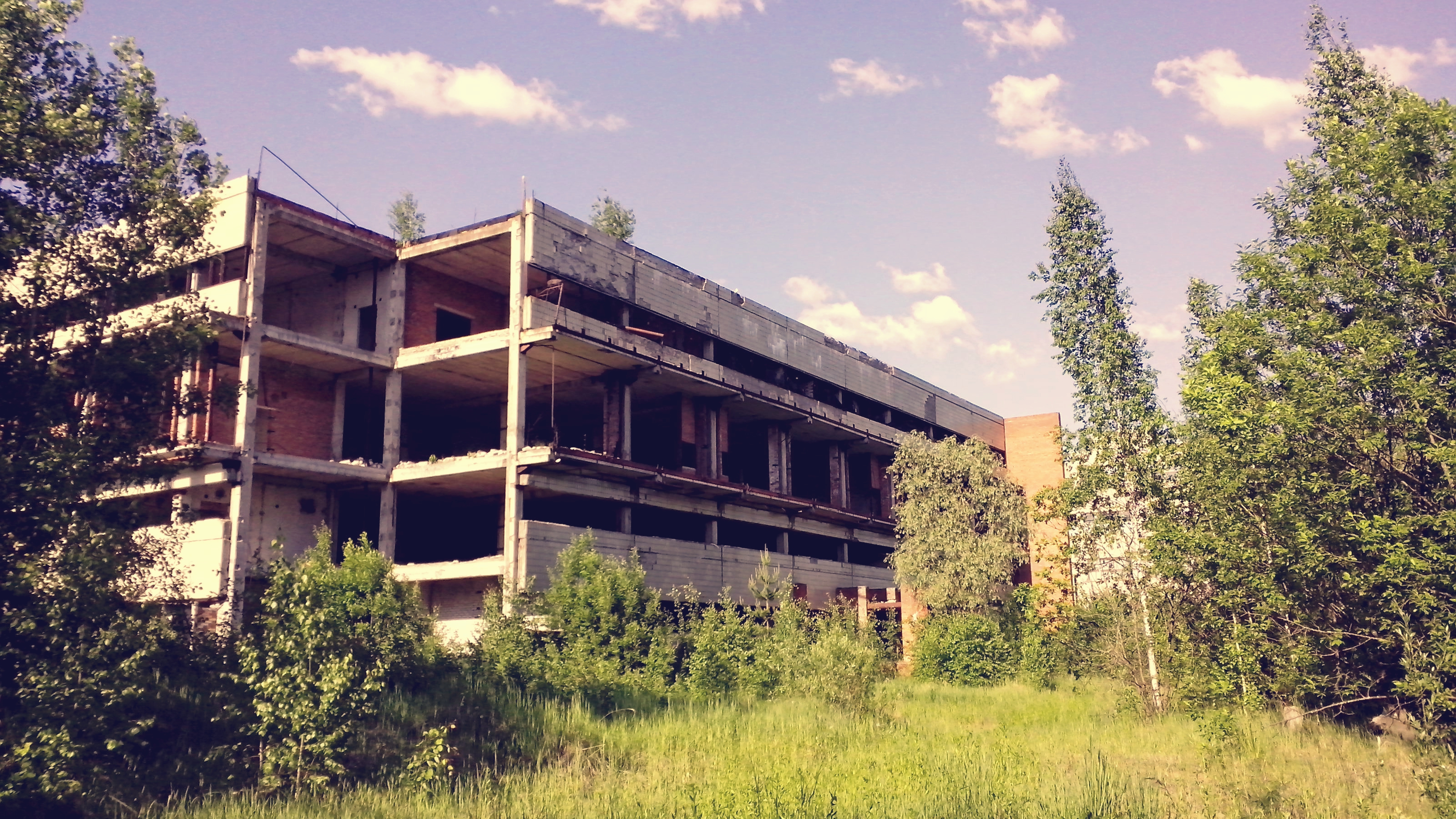

Строительство так и не было завершено, несколько крупных корпусов остались недостроенными. Руководящие посты в институте занимали представители 15-го управления Министерства обороны СССР, возглавляемого генерал-полковником Е. И. Смирновым.
В закрытой переписке того времени ВНИИ ПМ назывался п/я В-8724. Головная организация имела название «Межведомственный научно-технический совет по молекулярной биологии и генетике» или п/я А-1063 (неофициальное название «Хозяйство Огаркова» — по имени генерала, возглавлявшего п/я на протяжении многих лет) и входила в систему Главмикробиопрома.

## В постсоветское время
5 июня 1994 года постановлением Правительства РФ институту присвоен статус государственного научного центра. Новое название — Государственный научно-исследовательский институт прикладной микробиологии.
Определением от 4 марта 2003 года Арбитражного суда Московской области в отношении ФГУП «ГНЦ ПМ» введена процедура внешнего управления, в связи с чем прекратились полномочия собственника в отношении закрепленного за ним имущества в силу ст. 94 ФЗ «О несостоятельности (банкротстве)».
26 сентября 2005 года было подписано распоряжение Правительства РФ о создании ФГУН «Государственный научный центр прикладной микробиологии и биотехнологии».

## Персоналии
- В институте в должности заместителя директора по науке работал профессор, академик РАМН Игорь Домарадский (1925—2009).
- В 1985 в институте под руководством зам.начальника по науке п/я А-1063 генерал-майора медицинской службы А. А. Воробьева (1923—2006) защитил кандидатскую диссертацию Канатжан Алибеков.